# Bedřich Vaníček
Bedřich Vaníček (30. května 1885, Krahulov – 29. července 1955, Třebíč) byl český malíř a překladatel.

## Biografie
Bedřich Vaníček se narodil v roce 1885 v Krahulově svobodné matce Marii rodem Vaníčkové, dceři krejčího.   Později maturoval na gymnáziu v Třebíči v roce 1904. V témže roce vycestoval do Mnichova. V letech 1905 a 1906 učil na obecné škole. Od školního roku 1906/1907 začal studovat moderní filologii na Univerzitě Karlově a o rok později přešel na pařížskou Sorbonnu. Roku 1909 vycestoval do Holandska. Od roku 1910/1911 se ale rozhodl pro studium malířství na Ransově akademii v Paříži. Studoval malířství u Pierra Bonnarda, Maurice Denise a Édouarda Vuillarda. Na dílě Bedřicha Vaníčka se podepsal primárně Paul Cézanne, ke kterému se na Ransově akademii vedla vysoká úcta. Po dokončení studií v Paříži odjel Vaníček do Dubrovníku, kde se seznámil s budoucí manželkou Andělou Parschovou (1885—??); v roce 1912 společně odcestovali do Neapole a později do Říma a zpět do Paříže, kde se chtěli usadit natrvralo. V roce 1913 se Vaníček však pro nedostatek úspěchů odstěhoval do Moskvy, kde začal tvořit plakáty. V Moskvě se manželům narodila dcera. Později se přestěhovali zpět do českých zemí, zpočátku do Kolína nad Labem a následně do Prahy, kde Vaníčkova dcera zemřela.
Během první světové války byl Vaníček povolán do běženeckého tábora Moosbierbaum nedaleko Vídně, kde mezi lety 1915 a 1918 sloužil jako velitel. V této době začal kreslit motivy zajatců a běženců, kterými se pak zabýval trvale. Později se vrátil do Prahy, stále kreslil a svá díla z vysoké sebekritiky přemalovával a později často i ničil. Ve třicátých letech změnil techniku, terpentýnový olej mu působil zdravotní problémy, a tak začal malovat temperovými a akvarelovými barvami. Také v té době začal více kreslit. V třicátých letech se také začal věnovat překladatelské činnosti, primárně spolu s Vítězslavem Nezvalem a Viktorem Nikodémem překládal francouzské surrealistické autory.
Během druhé světové války se stal členem skupiny Vladislava Vančury,[zdroj?] nebyl však zatčen. Po skončení druhé světové války se věnoval organizování umělecké činnosti, byl prvním předsedou Bloku výtvarných umělců. V roce 1946 podepsal prokomunistické „Májové poselství kulturních pracovníků českému lidu!“ publikované před květnovými volbami do Ústavodárného Národního shromáždění. Tento předvolební manifest komunistů podepsalo celkem 843 kulturních pracovníků a komunisté volby vyhráli. Později podepsal prokomunistickou výzvu Kupředu, zpátky ni krok!, jež byla vydána dne 25. února 1948 pro podporu komunistického převratu.
Často se vracel do Třebíče, kde přes léto bydlel na Palečkově mlýně; tam také v roce 1955 zemřel. Pohřben byl na Vyšehradském hřbitově.

## Dílo
- Anděla, 1932
- Matka s dítětem, 1937
- Děvče před zrcadlem, 1937
- Dáma v červené lenošce, 1938
- Stojící akt, 1938

## Překlady
- 1929–1930, Alexandre Dumas, Josef Balsamo I.–V., Dobytí Bastily I., II., Královnin náhrdelník I.–III., Hraběnka de Charny I.–VI., Paměti lékařovy, Rytíř de Maison-Rouge I., II.
- 1931, Thomas Mann, Královská výsost
- 1933, Stefan Zweig, Marie Antoinetta
- 1933, Antoine de Saint-Exupéry, Noční let
- 1933, André Breton, Nadja
- 1935, Paul Eduard, Veřejná růže (spolu s Vítězslavem Nezvalem a Viktorem Nikodémem)

## Posmrtné připomínky
- Monografii o Bedřichu Vaníčkovi vytvořil jeho přítel Viktor Nikodém (1885—1958) a v roce 1958 vydalo Nakladatelství československých výtvarných umělců[10] (První verzi této monografie vydala Umělecká beseda Praha v roce 1948)
- Po smrti byla jeho díla několikrát vystavována, v roce 1965 v městské knihovně v Třebíči a v roce 1967 pak bylo jeho dílo vystaveno v tehdejším Západomoravském muzeum v Třebíči.[11][2]

## Galerie

Před zrcadlem (kombinovaná technika/lepenka)
U lože nemocné (tempera) 1944
Při šití (kvaš na kartonu)
Podzim u vody (olej na karton)
Šeříky (olej na kartonu)